# اليكس كاكوبا
اليكس كاكوبا (بالإنجليزية: Alex Kakuba)‏ (12 يونيو 1991 بكامبالا في أوغندا - ) هو لاعب كرة قدم أوغندي في مركز الدفاع. شارك مع منتخب أوغندا لكرة القدم. أما مع النوادي، فقد لعب مع إشتوريل برايا وProline FC ‏ ونادي كوفيليا وديبورتيفو أجويدا ‏ وC.F. Esperança de Lagos ‏.

## وصلات خارجية
- اليكس كاكوبا على موقع الاتحاد الدولي (مؤرشف)  (الإنجليزية)
- اليكس كاكوبا على موقع قاعدة بيانات كرة القدم.إي يو (الإنجليزية)
- اليكس كاكوبا على موقع ناشيونال فوتبول تيمز (الإنجليزية)
- اليكس كاكوبا على موقع Soccerway.com (الإنجليزية)
- اليكس كاكوبا على موقع AS.com (الإسبانية)